# 泊·派克·漢森

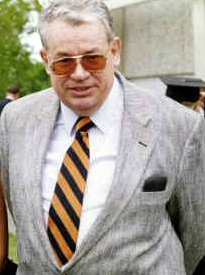
泊·派克·漢森，攝於1999年

泊·派克·漢森（丹麥語：Per Brinch Hansen，1938年11月13日—2007年7月31日），生於丹麥哥本哈根腓特烈斯贝，丹麥裔美國計算機科學家。在並行計算（Concurrent computing）理論及作業系統核心的發展上，有重要地位。他也是程式語言SuperPascal的設計者。

## 生平
1972年，寫作了教科書《作業系統原理》（Operating System Principles）。同年，提出管程的設計。
1987年，成為美國紐約州雪城大學的教授。

## 外部連結
- 泊·派克·漢森個人首頁 （页面存档备份，存于）
- 泊·派克·漢森早期著作 (1966–1970) （页面存档备份，存于）